# نويفا فيزكايا
نويفا فيزكايا هي مقاطعة في الفلبين، تتبع وادي كاغيان، بلغ عدد سكانها 421٬355  نسمة، في 2010، عاصمتها Bayombong ‏، تبلغ مساحتها 3٬975٫67 كيلومتر مربع، رمزها البريدي هو 3700–3714.

## الموقع
تشترك في الحدود مع:
- بينغويت
- أورورا (الفلبين)
- كويرينو.

## التقسيمات الإدارية
- Alfonso Castañeda [الإنجليزية]‏
- Ambaguio [الإنجليزية]‏
- Aritao [الإنجليزية]‏
- Bagabag, Nueva Vizcaya [الإنجليزية]‏
- Bambang, Nueva Vizcaya [الإنجليزية]‏
- Bayombong [الإنجليزية]‏
- Diadi [الإنجليزية]‏
- Dupax del Norte [الإنجليزية]‏
- Dupax del Sur [الإنجليزية]‏
- Kasibu [الإنجليزية]‏
- Kayapa [الإنجليزية]‏
- Quezon, Nueva Vizcaya [الإنجليزية]‏
- Santa Fe, Nueva Vizcaya [الإنجليزية]‏
- سولانو [الإنجليزية]‏
- Villaverde, Nueva Vizcaya [الإنجليزية]‏.